# Hraniční přechod Všeruby–Eschlkam
Hraniční přechod Všeruby–Eschlkam (německy Grenzübergang Eschlkam–Všeruby) je bývalý silniční hraniční přechod, který se nachází na česko-německé státní hranici na hraničním úseku IX/1 - IX/2 mezi českým městysem Všeruby (okres Domažlice, Plzeňský kraj) a německou obcí Eschlkam (zemský okres Cham, spolková země Bavorsko). Přechod leží v nadmořské výšce 430 m n. m. 
na silnici II/184. Před zrušením byl určen pro pěší, cyklisty, motocykly, osobní automobily, autobusy a nákladní automobily.
Hraniční přechod byl zrušen při vstupu České republiky do Schengenského prostoru v roce 2007. V případě dočasného znovuzavedení ochrany vnitřních hranic je provoz na hraničním přechodu upraven Sdělením Ministerstva vnitra č. 395/2021 Sb.

## Další informace
- Okolí Všerub bylo vybráno Státní bezpečností pro účely Akce Kámen. Zde u falešné hranice docházelo k předstíranému dopadení skupiny pohraniční hlídkou SNB nebo uprchlíci, kteří jako překročili státní hranici, byli zastaveni údajnou hlídkou německé pohraniční policie a dovedeni do falešné úřadovny polního důstojníka americké vojenské kontrarozvědky (CIC).[3]